# Tomasz Drobnik
Tomasz Drobnik (ur. 6 września 1858 w Pleszewie, zm. 22 maja 1901 w Poznaniu) – polski chirurg i działacz społeczny.

## Życiorys
Był synem Jana, właściciela folwarku, i Emilii z Kulasiewiczów oraz bratem Heleny. Kształcił się w Królewskim Gimnazjum w Ostrowie oraz w gimnazjum w Poznaniu, następnie podjął studia medyczne we Wrocławiu i Würzburgu. W 1885 otrzymał stopień doktora medycyny. W czasie studiów wrocławskich działał w Towarzystwie Literacko-Słowiańskim i Towarzystwie Górnośląskim.
Odbył służbę wojskową, następnie pracował naukowo we Wrocławiu, Strasburgu i Królewcu. Napisał w tym okresie trzy prace z anatomii i chirurgii operacyjnej. W 1890 osiadł w Poznaniu. Zyskał sławę jako chirurg, kierował oddziałem chirurgicznym Szpitala Dziecięcego św. Józefa, w 1899 został powołany na stanowisko naczelnego chirurga w Szpitalu Miejskim. Działał w wielu instytucjach i organizacjach społecznych, m.in. Poznańskim Towarzystwie Przyjaciół Nauk (w Wydziale Lekarskim), Towarzystwie Kolonii Wakacyjnych dla Dzieci „Stella”, Towarzystwie Młodych Przemysłowców (był prezesem), Towarzystwie Gimnastycznym „Sokół”, Towarzystwie Wykładów Ludowych im. Adama Mickiewicza. W latach 1894–1896 był członkiem komitetu redakcyjnego tygodnika „Przegląd Poznański”.
Niezależnie od praktyki lekarskiej prowadził badania naukowe, szczególnie w dziedzinie chirurgii klinicznej. Wyniki prac ogłaszał na łamach czasopism specjalistycznych. Niektóre publikacje:
- O przenoszeniu czynności mięśni przy porażeniach dziecięcych („Gazeta Lekarska”, 1893)
- Dalsze doświadczenia nad leczeniem porażeń dziecięcych za pomocą przeniesienia czynności mięśni („Nowiny Lekarskie”, 1894).

Zmarł w Poznaniu i został pochowany na cmentarzu Świętomarcińskim; w 1962 grób Drobnika przeniesiono na cmentarz Zasłużonych Wielkopolan. Z małżeństwa z Heleną (ur. 1867, córką Kazimierza Szumana) miał trzech synów – Jerzego, Jana Antoniego (ur. 1896) i Kazimierza Tomasza (ur. 1898).